# 元狩
元狩（げんしゅ）は、中国、前漢代の元号（紀元前122年 - 紀元前117年）。
武帝の第4元。元々は、単に元年・2年・3年とだけされていたが、後に各年代に名称を付けることが建議され、さかのぼって、この年代は「元狩」と名付けられた。一角獣（白麟（白い麒麟）という）を獲たことに由来する。

## 出来事
- 元年11月：淮南王劉安・衡山王劉賜自殺。
- 2年3月：霍去病の匈奴遠征。河西回廊が漢の勢力範囲に収まる。
- 4年：衛青と霍去病による匈奴遠征。これにより匈奴は漠北の地に逃れた。塩・鉄の官による専売が始まる。
- 5年3月：半両銭を廃止し五銖銭の使用開始。
- 6年9月：霍去病・司馬相如死去。

## 西暦との対照表
| 元狩 | 元年    | 2年     | 3年     | 4年     | 5年     | 6年     |
| 西暦 | 前122年 | 前121年 | 前120年 | 前119年 | 前118年 | 前117年 |
| 干支 | 己未    | 庚申    | 辛酉    | 壬午    | 癸亥    | 甲子    |

| 前の元号 元朔 | 中国の元号 前漢 | 次の元号 元鼎 |